# Крюгер, Кэндес
Кэндес Крюгер Гейл Мэттьюс (англ. Kandace Gayle Krueger Matthews; род. 27 мая 1976 года) — американская супермодель и фотомодель, журналистка, певица

, телеведущая; победительница конкурса красоты «Мисс США 2001».

## Биография
Родилась 27 мая, 1976 года. В городе Остин, штат Техас.

### Мисс Техас
В 18 лет участвовала в Мисс Техас, но вошла лишь в Топ 5 финалисток. Первую титул получила Мисс Округ Уильямсон в 1999 году и второй титул Мисс Остин в 2000 году. Участвовала несколько раз в конкурсе красоты Мисс Техас но безуспешно. В 2000 году, впервые вошла в финал, где стала победительницей.

### Мисс США
Представляла родной штат на национально конкурсе красоты Мисс США 2001. Стала первой представительницей штата за последние два года, вошедшая в полуфинал и в Топ 10. Стала второй в выходе купальных костюмов и четвёртой в вечерних платьях. Вошла в Топ 5 второй, со средним баллом 9.33. После финального интервью, она была второй, но одержала победу.
Во время её возвращения на родину в Техасе, ей был передан ключ от города Остин. Встретилась с губернатором Риком Перри.

### Мисс Вселенная
Представляла страну на международном конкурсе красоты Мисс Вселенная 2001, где стала Второй Вице Мисс. Уступив Эвелине Папантониу представлявшая Грецию и Дениз Киньонес представлявшая Пуэрто-рико. Становилась третьей в купальниках и четвёртой в вечерних платьях.

## После конкурсов красоты
Окончила Техасский университет A&M, по специальности журналистика. Её цель была стать спортивным новостным репортёром. Ей была предоставлена возможность выступать в качестве ведущей трансляции Мисс США 2002.
В настоящее время она является ведущей телешоу "Today", в городе Даллас, штат Техас.